# Žbevac
Žbevac (en serbe cyrillique : Жбевац) est un village de Serbie situé dans la municipalité de Bujanovac, district de Pčinja. En 2002, il comptait 804 habitants, dont 796 Serbes (99,00 %) et 4 Macédoniens (0,49 %).
En septembre 2011, l'assemblée des députés albanais de Preševo, Bujanovac et Medveđa a incité les Albanais de Serbie à boycotter le recensement prévu pour le mois d'octobre de cette année-là ; de ce fait, aucun chiffre de population n'a été communiqué pour les localités de la municipalité de Bujanovac.

## Démographie
| 1948  | 1953  | 1961  | 1971  | 1981 | 1991 | 2002 |
| ----- | ----- | ----- | ----- | ---- | ---- | ---- |
| 1 306 | 1 318 | 1 261 | 1 084 | 874  | 830  | 804  |

|  |